# Giovanni da San Giovanni

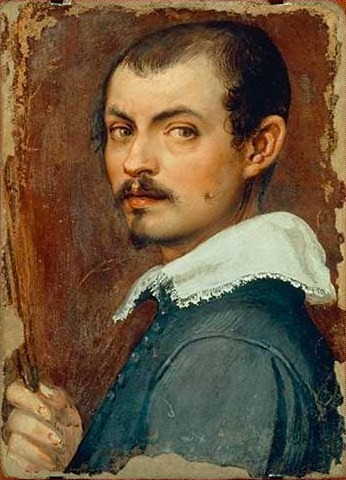
Autoritratto, agli Uffizi

Giovanni Mannozzi, detto Giovanni da San Giovanni (San Giovanni Valdarno, 20 marzo 1592 – Firenze, 9 dicembre 1636), è stato un pittore italiano.

## Biografia

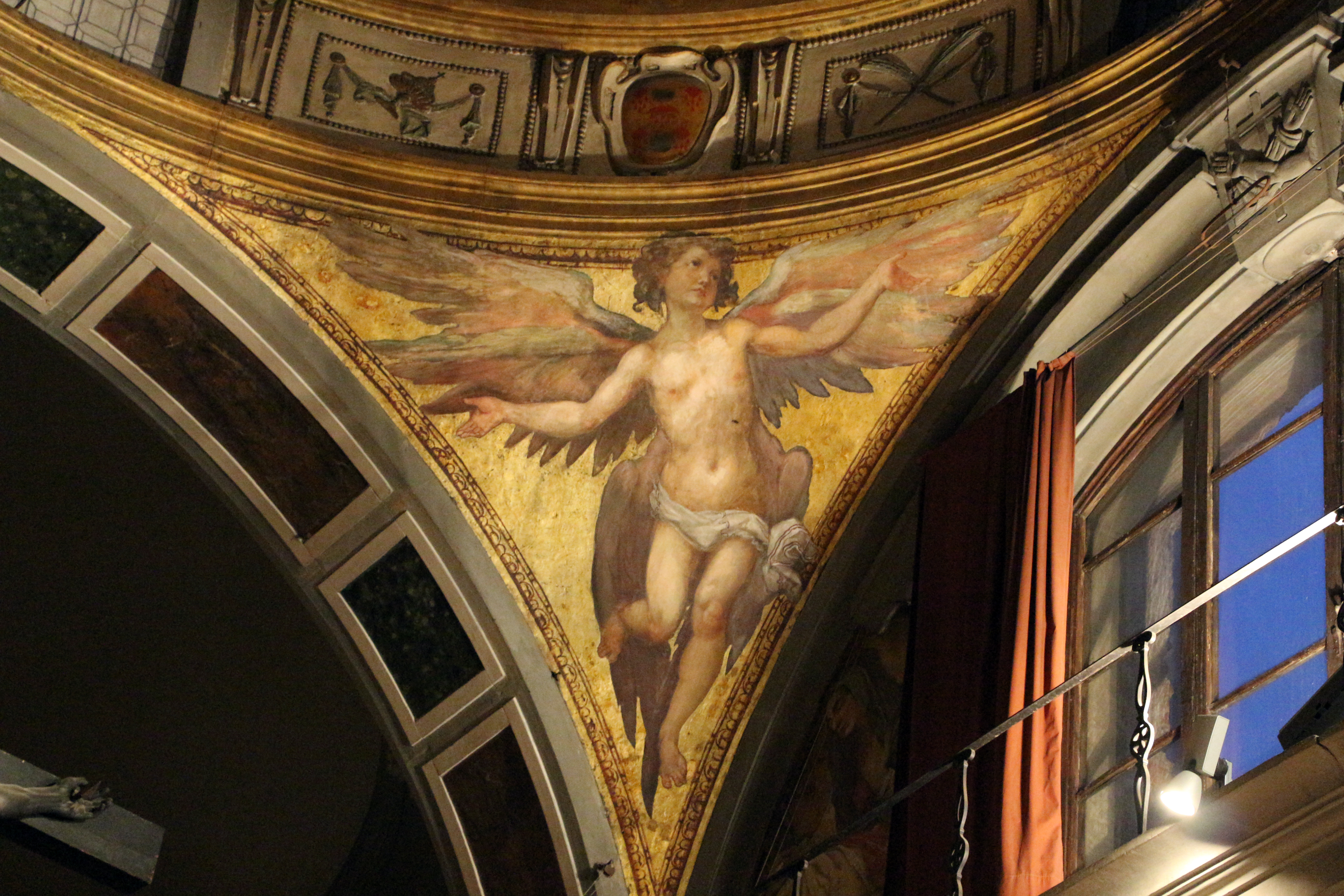
Gloria d'angeli, Ognissanti, Firenze

### Origini e apprendistato
Di origini faellesi (cognome Mannozzi), Giovanni da San Giovanni era figlio del notaio Giovan Battista di Agnolo, che provò a indirizzarlo verso la carriera notarile, prima, ed ecclesiastica poi, come lo zio Francesco (sacerdote e poi pievano a San Giovanni). Manifestatasi la sua predisposizione per la pittura, Giovanni finì per abbandonare gli studi e trasferirsi sedicenne a Firenze dove, per interessamento del canonico Filippo Del Migliore, amico dello zio paterno Francesco, entrò nella bottega di Matteo Rosselli nel 1608 circa. Pressoché nello stesso periodo frequentò anche Giulio Parigi, architetto di corte, scenografo e incisore, con cui perfezionò l'uso della prospettiva. In particolare fu accanto al Parigi durante l'allestimento degli apparati effimeri per le solenni esequie della regina di Spagna (nonché sorella della granduchessa in carica) Margherita d'Austria nel 1612.

### Gioventù
In quello stesso anno si immatricolò all'Accademia delle arti del disegno, concludendo quindi il suo apprendistato. Nel 1615 ricevette la commissione per la sua prima opera pervenutaci, due tele con coppie di Putti che intrecciano ghirlande per il soffitto della galleria di Casa Buonarroti, che furono pagate fino al 1619 da Michelangelo Buonarroti il Giovane. 

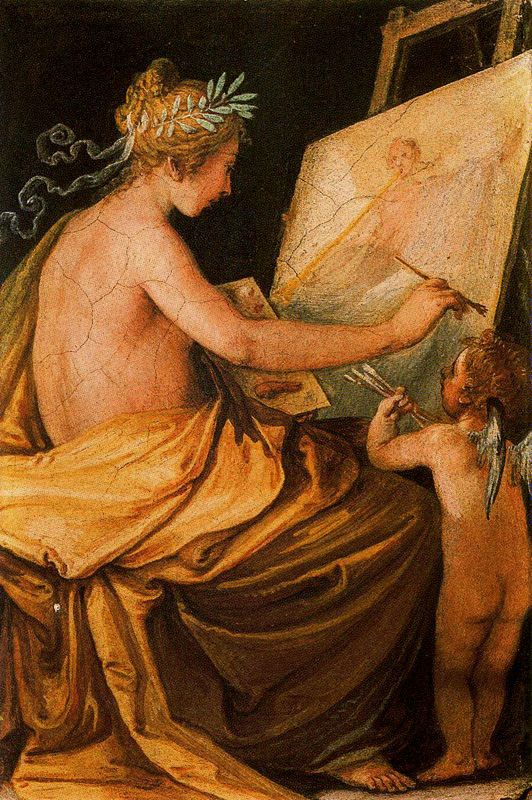
La Pittura, Firenze, Galleria Palatina

Sempre nel 1615 dipinse i cori angelici nella cupola della chiesa di Ognissanti e, a partire dall'anno seguente, fu coinvolto anche nella decorazione del chiostro principale con una serie di cinque lunette di Storie della vita di san Francesco, che terminò nel 1619, come ricorda la data apposta accanto all'unica sua firma in questo complesso, il San Francesco in adorazione della Vergine. A partire da questi primi lavori si manifesta la sua predilezione per la tecnica dell'affresco.
Sempre in questi anni giovanili affrescò alcuni tabernacoli in città e nel contado, tra i quali restano oggi ben conservati quello di via Faenza (originariamente però in via Cennini) e, soprattutto, il grande tabernacolo delle Stinche (entrambi del 1616), che posto su un canto del carcere ritrae Un gentiluomo che distribuisce elemosine ai carcerati. 
Si tratta di opere dal tratto fresco e agile, che attrassero presto l'interesse della corte medicea. Nel 1616 infatti il granduca Cosimo II de' Medici gli commissionò un'Allegoria di Firenze'' su una facciata di piazza della Calza, situata proprio in corrispondenza dell'apertura di Porta Romana. Dell'opera non rimane che qualche scarsa traccia nei depositi della Soprintendenza, staccata negli anni cinquanta, quando fu sostituita da un rifacimento moderno; è però nota a grandi linee grazie a un disegno preparatorio autografo conservato nel gabinetto Disegni e Stampe degli Uffizi e un'incisione di Giuseppe Zocchi. 
Contento del risultato, l'anno seguente il granduca lo nominò "familiare di corte", assieme a Jacques Callot e Filippo Napoletano. 
Il pittore, dalla personalità piena di curiosità e di arguzia, conduceva una vita a Firenze che il biografo Filippo Baldinucci definì "stravagante": ad un'ossessiva applicazione allo studio del disegno e a letture di poesia e storia si accompagna un apparire trasandato.

### L'esempio di Caravaggio

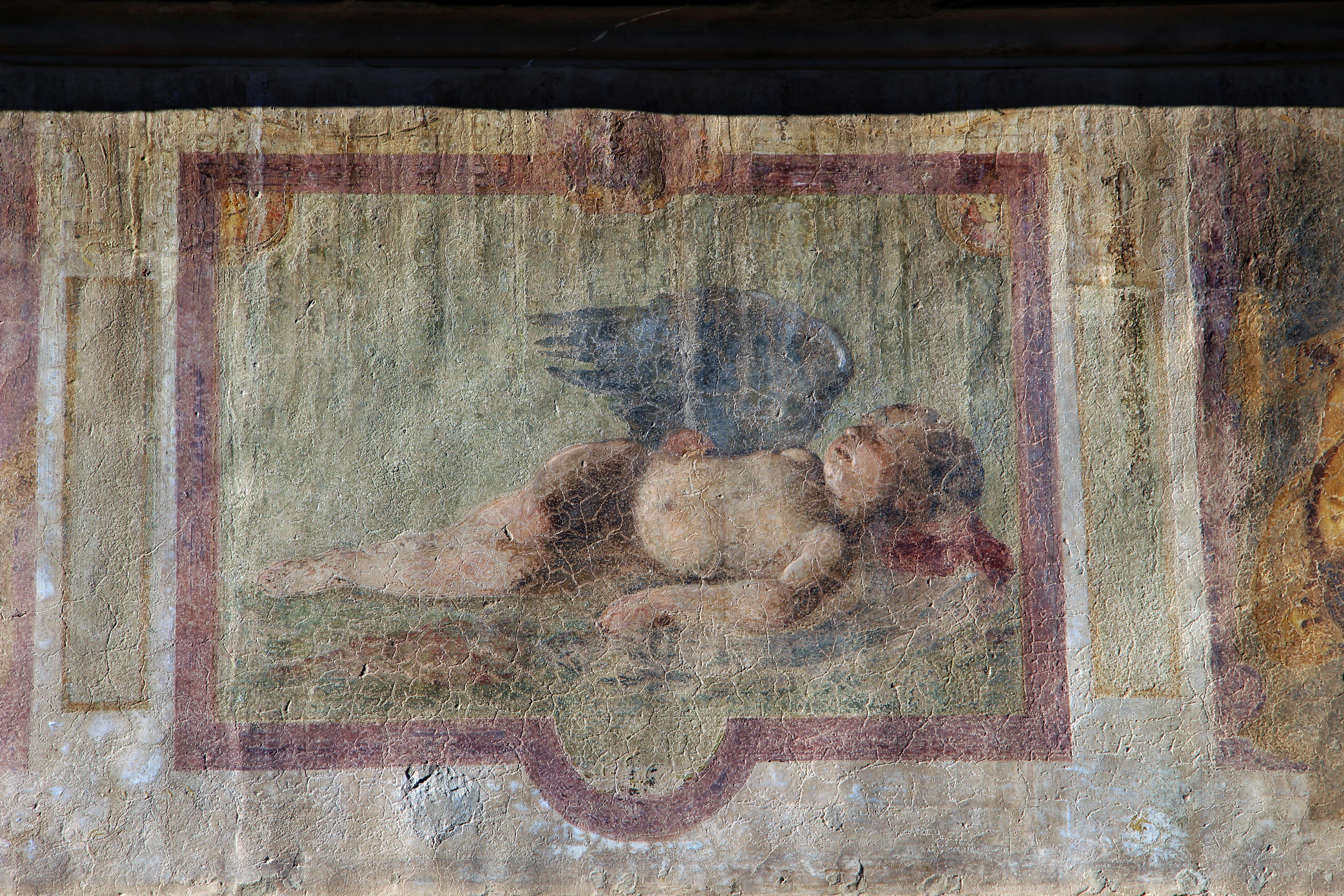
Il Cupido dormiente, da Caravaggio, Firenze, palazzo dell'Antella

Tra il 1619 e il 1620, in due fasi separate, Donato dell'Antella gli affidò la regia, assieme a Giulio Parigi per la parte architettonica, della decorazione della facciata del palazzo dell'Antella in piazza Santa Croce. Qui riuscì nel giro di appena due anni a realizzare un vasto ciclo, solo in parte conservato, sovrintendendo un gruppo di colleghi anche più anziani di lui, quali il Passignano e Matteo Rosselli. Il Baldinucci lasciò una dettagliata descrizione degli affreschi e dei loro autori: a Giovanni da San Giovanni spettano alcune Virtù e il Cupido dormiente che citava fedelmente il dipinto del Caravaggio, pezzo forte delle collezioni del committente. Una migliore lettura del ciclo è possibile grazie a un acquerello di sua mano, sempre al GDSU.
Un'altra opera di questo periodo è probabilmente il Martirio di san Biagio nella chiesa di Sant'Agnese a Montepulciano, ma originariamente nel tempio di San Biagio, su commissione di Giovanni Battista Nardi. Il pittore ambientò la scena sacra in piazza della Signoria a Firenze, tra la loggia dei Lanzi e l'Ercole e Caco di Baccio Bandinelli.
Al 1620 risalgono le pale della Circoncisione nella chiesa di San Bartolomeo a Cutigliano e la Decollazione del Battista già nella chiesa di San Lorenzo della sua città natale (oggi nel Museo della basilica di Santa Maria delle Grazie). In queste opere si nota un'accentuazione del chiaroscuro, indotta sicuramente da un primo confronto con le Caravaggio che, quasi certamente, aveva visto unicamente nelle collezioni fiorentine: il Dell'Antella infatti possedeva anche una copia della Decollazione di san Giovanni Battista del Merisi eseguita da Filippo Paladini, da cui Giovanni si ispirò per le figure dei prigionieri nella sua Decollazione. 
Nel 1621 gli furono pagate due affreschi per la scalinata della basilica di Santa Maria delle Grazie a San Giovanni Valdarno (Annunciazione e Sposalizio della Vergine, quest'ultima che dovette ripetere due volte su richiesta dei committenti insoddisfatti del troppo realismo del volto della Vergine; la prima versione, riscoperta dopo lo strappo, seppure in pessime condizioni di conservazione è esposta nel vicino museo della basilica) e le Storie di sant'Andrea nella cappella Calderini (oggi detta Giugni) in Santa Croce. In quello stesso anno, con l'occasione dell'entrata di Maria Maddalena de' Medici nel convento della Crocetta, gli fu commissionata una cappellina privata nel giardino, dove dipinse tra l'altro la Fuga in Egitto dove insolitamente Maria sta scendendo dall'asino davanti a un'osteria: nel 1788 la cappella interamente trasportata al non lontano spedale di San Matteo, oggi Accademia di Belle Arti. Nell'ovale della volta rappresentò alcuni angeli che si affacciano, influenzati probabilmente da opere di Michelangelo Cinganelli che citano i coevi affreschi romani di Cherubino e Durante Alberti. Infine quell'anno completò la cappella nel palazzo Mainoni-Guicciardini a Vico d'Elsa, con Storie della Vergine. Nelle lunette ambientò le scene sacre in ampi paesaggi, che dimostrano la conoscenza di novità romane come le lunette Aldobrandini. 
Tra il 1620 e il 1622 sono gli affreschi nella cappella Inghirami del Duomo di Volterra e la Sposa novella per don Lorenzo de' Medici oggi alla galleria Palatina, ma originariamente nella villa della Petraia.

### A Roma

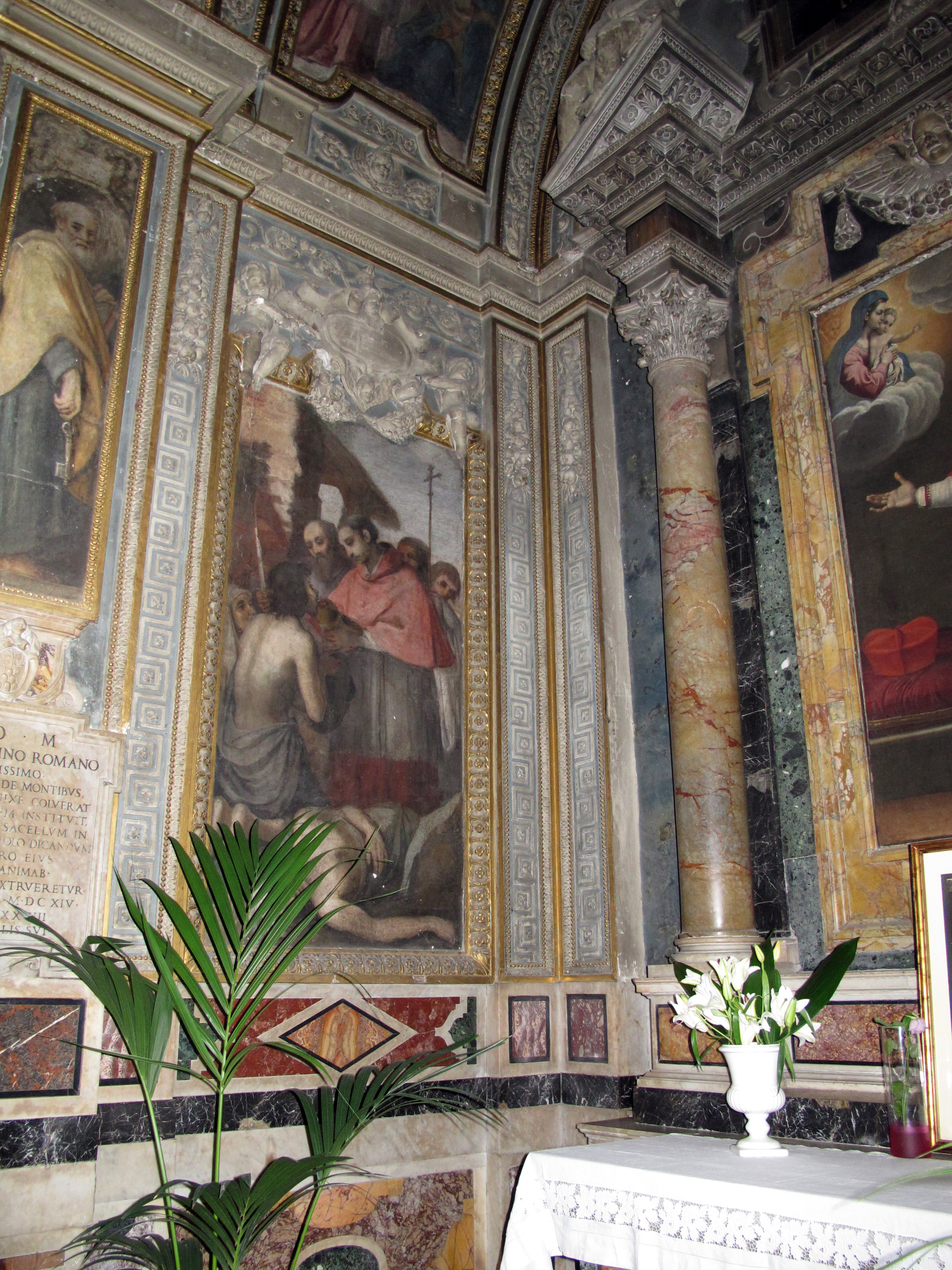
Storie di san Carlo Borromeo, Santa Maria dei Monti, Roma

A questi anni è infatti riferito un viaggio a Roma, assieme a Francesco Furini e all'allievo Benedetto Piccioli. Nel 1622 l'Arciconfraternita di San Giuseppe dei Catecumeni e dei Neofiti gli fece qui affrescare la cappella di San Carlo Borromeo nella chiesa della Madonna dei Monti, opera che gli fu pagata fino al 1626. 
Seguirono alcuni lavori per il cardinale fiorentino Giovanni Garzia Mellini, per la chiesa di cui era titolare, i Santi Quattro Coronati (Gloria di santi e storie dei quattro Santi Coronati), e per la sua cappella di famiglia in Santa Maria del Popolo (Storie di san Nicola e Virtù). In queste opere si nota una complessità spaziale chde dimostra l'osservazione delle macchine sceniche di quegli anni e delle chiare tavolozze degli emiliani. 
Altre opere sono le due lunette firmate nel chiostro di Sant'Andrea delle Fratte (San Francesco di Paola in meditazione e San Francesco di Paola risana una cieca).
Passò poi sotto la protezione del cardinale Guido Bentivoglio e dei suoi familiari, per i quali decorò alcune sale nel palazzo Pallavicini Rospigliosi (già appunto Bentivoglio) a Monte Cavallo.
Inoltre dipinse varie commissioni locali, compresi dipinti di genere quali le Burle del pievano Arlotto per il cardinale Francesco Barberini che poi lo donò a Giovan Francesco Grazzini (oggi in collezione Scarsdale, Kedleston Hall, Derbyshire), il Contratto di matrimonio (1627 circa, Galleria nazionale d'arte antica di palazzo Corsini). 
Nel 1628 lasciò Roma e si recò a Gualtieri (RE), dove ancora per i Bentivoglio dipinse due grandi scene di Fasti con Ippolito Provenzale nel salone dei Giganti di quello che oggi è il palazzo Comunale; una è perduta e l'altra è notevolmente danneggiata da molteplici manomissioni della parete.

### Nel contado toscano

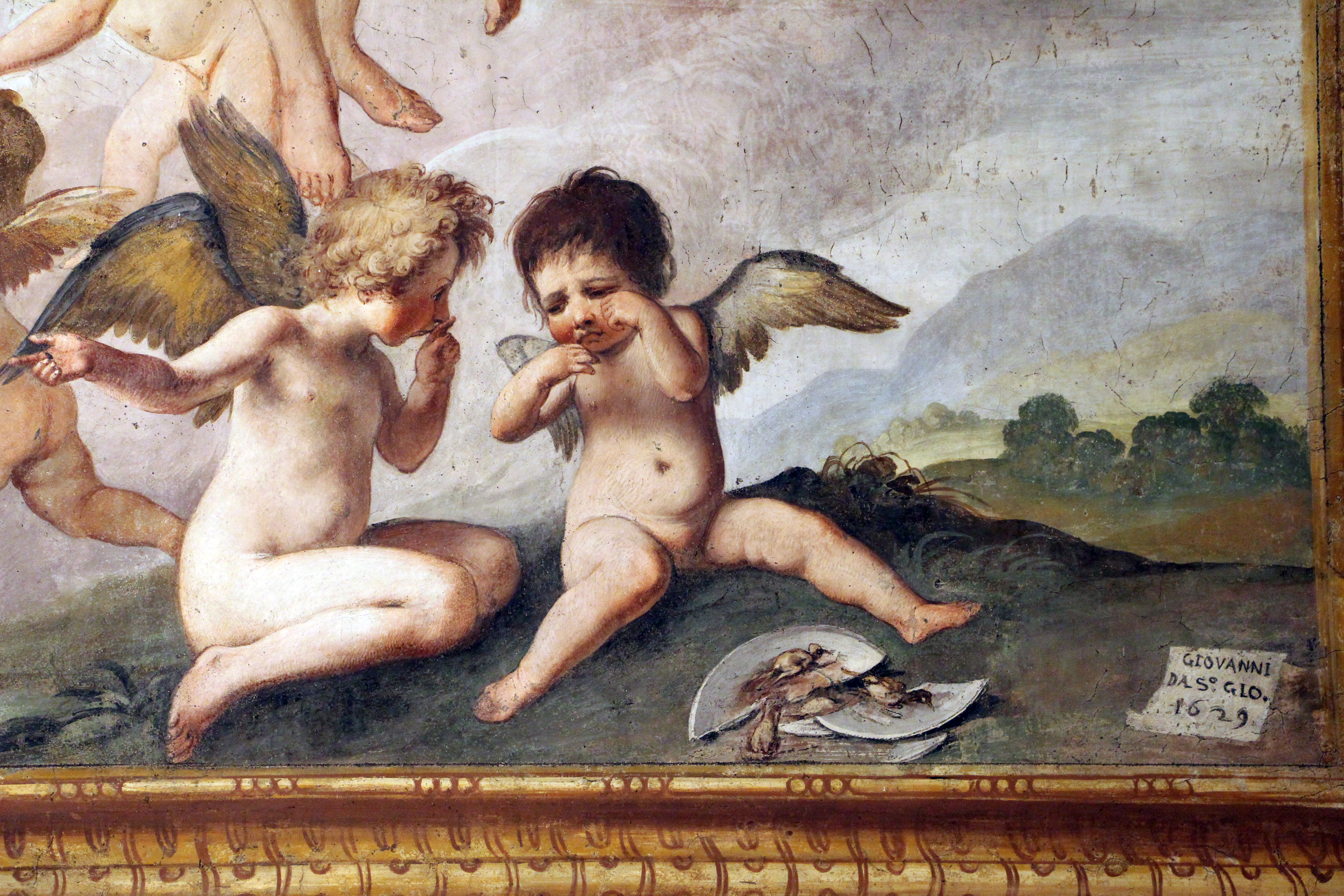
Cristo servito dagli angeli (dettaglio con la firma del pittore), Badia Fiesolana

Il rientro in Toscana avvenne, per così dire, in punta di piedi, poiché l'artista non si reinserì immediatamente nel giro di committenze del capoluogo, ma lavorò per alcuni anni nei centri della provincia, a partire proprio dal suo borgo natale, San Giovanni. Qui si dedicò inizialmente a un lavoro nei possedimenti della sua famiglia, nel borgo di Montemarciano, dove affresco un Coro angelico nella cantoria della chiesa di Santa Maria delle Grazie (opera assai ridipinta). 
Nel 1629 fu attivo alla badia a Settimo, nei dintorni di Firenze, dove firmò e datò un ciclo di affreschi nella cappella del Santissimo Sacramento (Consegna delle chiavi a Pietro, Ritrovamento del corpo di san Quintino, Martirio dei santi Stefano, Quintino, Lorenzo, Benedetto e Bernardo e Gloria di Dio Padre tra gli Evangelisti), commissionati dall'abate Attilio Bonucci, e alcune decorazioni mal conservate in una sala interna del convento (Estasi di san Bernardo e Madonna col Bambino tra due santi vescovi).
Entro la fine dell'anno dipinse anche le tre lunette con Cristo servito dagli angeli nel deserto nel refettorio della Badia Fiesolana. 

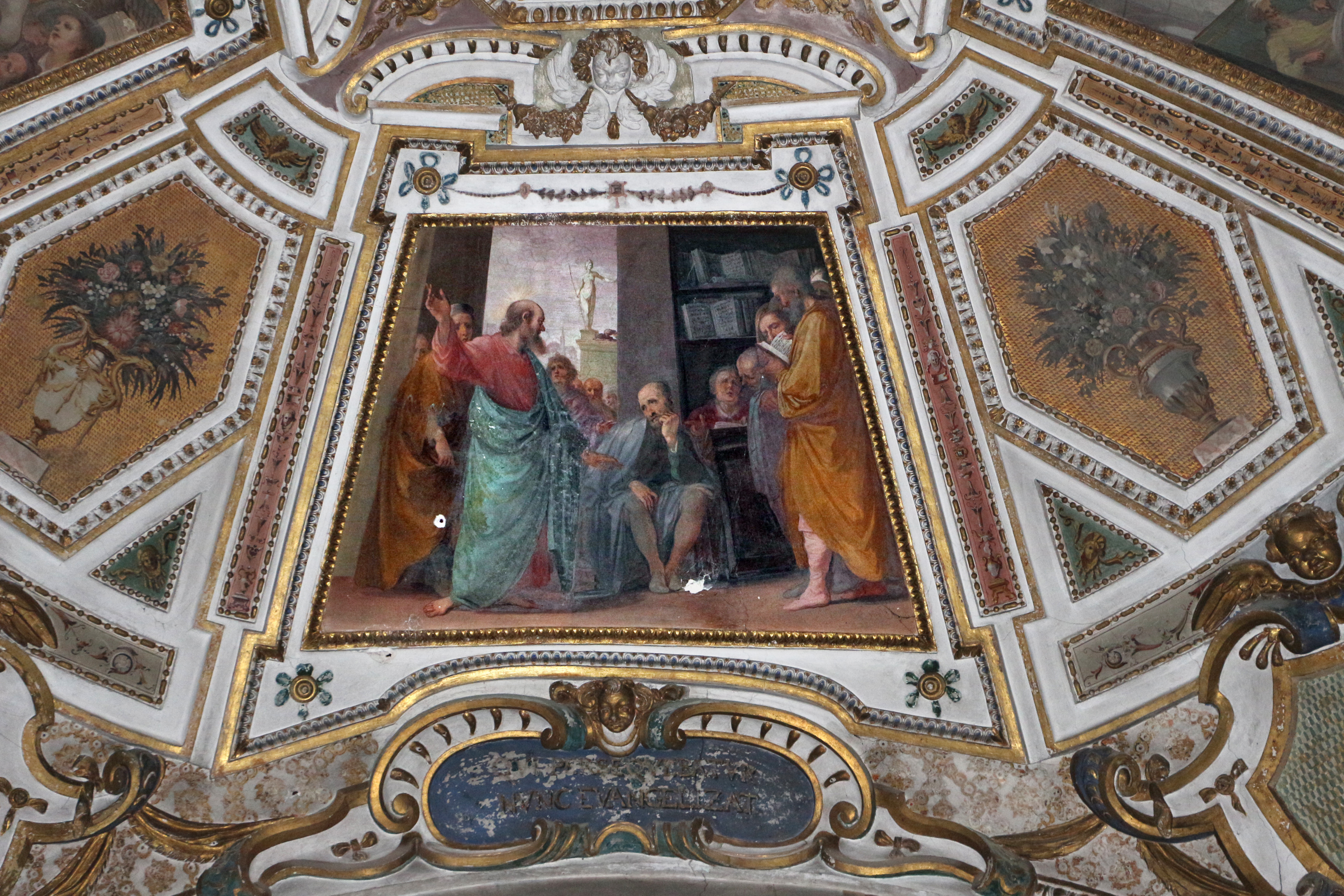
Storie di san Paolo, Duomo di Volterra

Nel 1630 rientrò nell'orbita delle commissioni medicee, sebbene ancora nella periferia toscana, anche perché in città si era diffusa la peste. Affrescò infatti quattordici lunette nel loggiato esterno del santuario della Madonna di Fontenuova a Monsummano, coi miracoli della miracolosa immagine ivi conservata, alla cui diffusione del culto parteciparono attivamente il granduca e la sua famiglia. L'impresa gli fu pagata fino al 1633, e comprese anche una rappresentazione dell'eucaristia nel lato posteriore dell'altare che guarda al coro, eseguita in appena cinque giornate. 
Lo stesso anno decorò il cortile di villa il Pozzino, nei pressi di Firenze, per Giovan Francesco Grazzini, che gli richiese un inconsueto ciclo di favole mitologiche licenziose ispirate all'Asino d'oro di Apuleio, corredate da versi satirici composti dallo stesso pittore. Proprio per scongiurare la fine dell'epidemia di peste, gli vengono attribuiti alcuni tabernacoli devozionali databili al 1630-1633.
Altre opere nei dintorni di Firenze sono da alcuni considerate gli affreschi nella cappellina del Santo Sepolcro presso la chiesa di Santo Stefano in Pane e nell'oratorio della villa degli Arcipressi, entrambi commissionati da Luca Mini  "provveditore al Guardaroba" della villa medicea della Petraia, ma che la maggior parte degli studiosi riferisce invece, entrambe, a Domenico Pugliani o a un altro artista della loro cerchia. 
Lavorò poi a Pistoia (1633), al piano nobile di palazzo Pallavicini Rospigliosi (Storie di santa Caterina, in omaggio probabilmente a Caterina di Vincenzo Rospigliosi) e all'oratorio di San Rocco. 
In quell'anno è documentata anche la sua prima opera fiorentina dal rientro a Roma, gli affreschi nel refettorio di Santa Trinita. Si tratta di tre lunette con Cristo fa arrostire il pesce, Gesù a casa di Marta e Maddalena, Gesù a casa di Marta e Maddalena dopo la resurrezione di Lazzaro, mentre il resto del ciclo fu concluso da Nicodemo Ferrucci e dal frate Jacopo Confortini, dopo il suo abbandono per ragioni ignote.

### Nell'orbita dei Medici

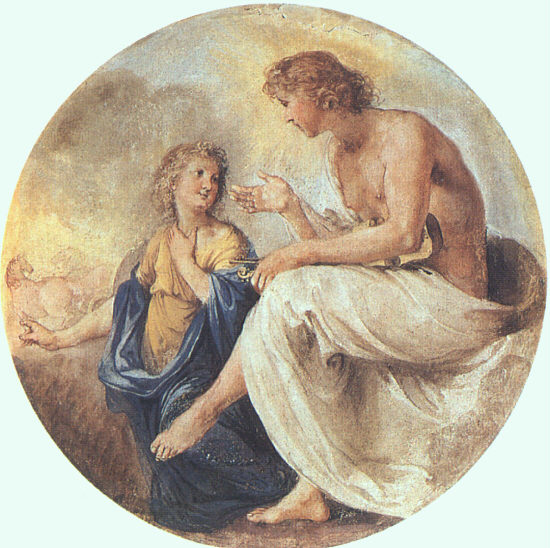
Apollo e Fetonte, Galleria degli Uffizi, Firenze

Nel 1633 realizzò quello che è considerato uno dei suoi capolavori, l'affresco della Quiete che pacifica i venti a villa la Quiete, commissionato in tutta probabilità, diversamente da quanto sostiene il Baldinucci, da Cristina di Lorena, il cui nome compare in un curioso anagramma mascherato da inno iscritto su un cartiglio retto da putti in volo. 

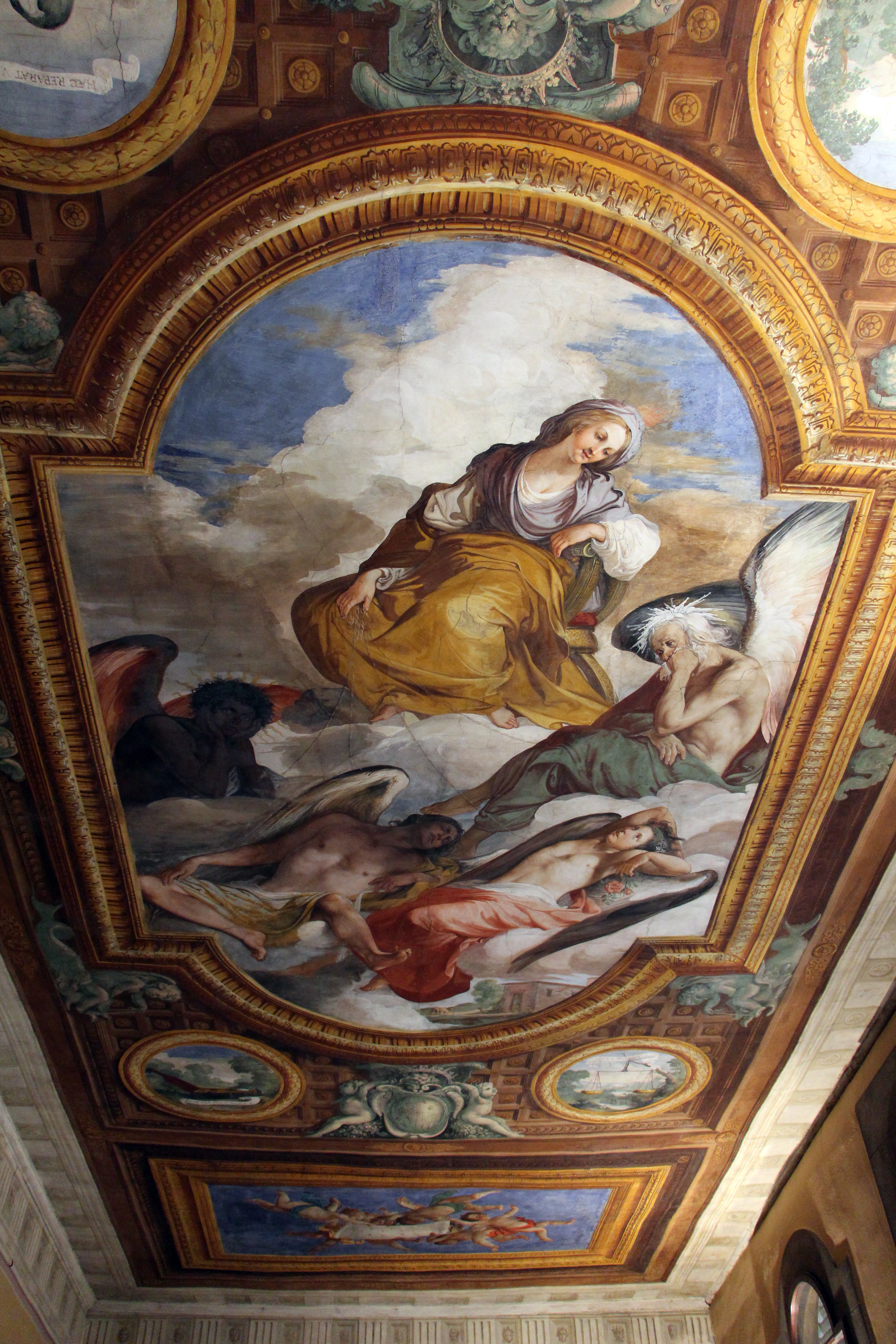
La Quiete che domina i venti, villa La Quiete

Ancora nel 1634 decorò una villa medicea, quella di Mezzomonte per Giovan Carlo de' Medici, con Ganimede accolto da Giove e Caduta di Ebe.
A questi anni sono riferiti anche una serie di dipinti da cavalletto quali il Matrimonio mistico di santa Caterina (galleria Palatina), Venere che pettina Amore e Prima notte di nozze, già nella quadreria di don Lorenzo de' Medici alla villa della Petraia. Inoltre l'artista sperimentò una serie di supporti insoliti come le tegole in terracotta e le stuoie di giunco (Pittura alla Galleria Palatina, e altre piccole opere a soggetto mitologico e veterotestamentario in gran parte agli Uffizi), per lo più destinate alla decorazione delle ville.
Nel 1635 l'artista ricevette un ultimo incarico ufficiale, quando Ferdinando II de' Medici gli affidò la soprintendenza per decorare il grande salone detto poi degli Argenti nell'appartamento estivo al piano terra di palazzo Pitti, a celebrazione delle sue nozze con Vittoria della Rovere. L'artista, con una serie di aiuti tra cui il giovane promettente Volterrano, fece in tempo a decorare la volta (Unione allegorica delle case Medici e Della Rovere, Cupido presenta a Marte il marzocco e Flora con le ninfe dell'Arno e il dio Pan) e le pareti est e sud con temi celebrativi di Lorenzo il Magnifico e Casa Medici in generale (Tempo distrugge l'eredità del mondo antico, Distruzione del monte Parnaso e la Fama mostra alla Toscana e alla Munificenza i filosofi esuli).
Di lì a poco infatti il pittore perse il favore della corte per il suo troppo tergiversare e accettare altri incarichi (come i lavori per Lorenzo Pucci), venendo licenziato e privato delle rendite connesse al servizio a corte. Ne seguì poco dopo la sua improvvisa morte, per una gangrena al ginocchio mal curata da medici ambulanti, il 9 dicembre 1636. Le opere incomplete, come l'altare nella chiesa di San Felice in Piazza, vennero completate da suoi allievi e colleghi. 
Fu sepolto nella chiesa di San Pier Gattolino: il luogo esatto della tumulazione è ignoto, ma in sagrestia c'è una lapide che lo ricorda.
La casa natale del pittore si trova a San Giovanni Valdarno in corso Italia 105, e fa parte dell'iniziativa Musei, Case della memoria per la conservazione e diffusione della storia dell'arte toscana. A Firenze resta inoltre una lapide su quella che fu una sua abitazione in via Romana.

## Opere
- Angeli in volo che intrecciano ghirlande, 1616-1619 circa, coppia di oli su tela, Firenze, Casa Buonarroti, galleria
- Storie della Vergine, Cosimo II, stemma mediceo e ritratti dei committenti, 1616, affreschi, Firenze, cappella Carlini presso la Villa Il Casale
- Madonna col bambino tra i santi Antonio, Giuliano e Giuseppe, 1616, affresco, Firenze, tabernacolo in via Faenza, da via Cennini
- Gentiluomo che fa l'elemosina ai carcerati e san Lorenzo, 1616 circa, affreschi, Firenze, tabernacolo delle Stinche
- Sacra Famiglia con san Giovannino (attr.), 1616 circa, affresco, Firenze, tabernacolo in via Guelfa
- Coro di angeli musicanti e le quattro Virtù cardinali, 1616 circa, affreschi, Firenze, chiesa di Ognissanti, cupola del presbiterio
- Cinque lunette, 1616-1619, affreschi, Firenze, chiostro di Ognissanti
  - San Francesco in adorazione della Vergine col Bambino
  - San Francesco ridona la vista a una cieca
  - San Francesco libera un'ossessa e miracolo delle formiche
  - San Francesco resuscita un bambino caduto in una caldaia bollente
  - San Francesco pacifica Arezzo
- Allegoria di Firenze, 1616, affresco staccato frammentario, Firenze, depositi della Soprintendenza, già in piazza della Calza
- Allegorie, 1619-1620, affreschi, Firenze, palazzo dell'Antella, facciata
  - Arme dell'Antella con putti, sovrapporta
  - Cupido dormiente (da Caravaggio), primo registro inferiore
  - Fedeltà, primo registro inferiore
  - Cupido abbattuto, primo registro inferiore
  - Giustizia, secondo ordine
  - Prudenza, secondo ordine
  - Donna a cavallo di un'orsa, secondo ordine
  - Giove coi fulmini, secondo ordine
  - Ercole e l'idra, secondo ordine
  - Pittura, terzo ordine
  - Astronomia, terzo ordine
  - Meditazione, terzo ordine
  - Continenza, quarto ordine
  - Fama, quarto ordine
  - Benignità, quarto ordine
  - donna con una corona e una pianta di edificio, quarto ordine
  - Vecchio con la civetta, quinto ordine
  - Simbolo di Prudenza ed effigie del senatore Niccolò dell'Antella, quinto ordine
  - Agilità, quinto ordine
  - Concordia, quinto ordine
  - Velocità, quinto ordine
  - Putti reggifestoni a monocromo
- Martirio di san Biagio, 1619, olio su tela, Montepulciano, chiesa di Sant'Agnese
- Carità, 1619, affresco, Firenze, ospedale di Santa Maria Nuova, chiostro delle Ossa
- Circoncisione, 1620, olio su tela, Cutigliano, chiesa di San Bartolomeo
- Decollazione del Battista, 1620, olio su tela, San Giovanni Valdarno, Museo della basilica di Santa Maria delle Grazie
- Sacra Famiglia, 1620 circa, affresco (molto ridipinto), Firenze, via Giovanni Da Verrazzano, tabernacolo
- Madonna col Bambino e santi, 1620 circa, affresco (molto deperito), Firenze, Borgo Allegri
- Sacra Famiglia con san Giovannino, 1620 circa, affresco (molto ridipinto), Firenze, via di Ripoli, tabernacolo
- La prima notte di nozze, 1620 circa, olio su tela, Firenze, Galleria Palatina
- Storie di sant'Andrea e Virtù cardinali, 1621, affreschi, Firenze, Santa Croce, cappella Riccardi-Calderini (oggi detta Giugni)
- Annunciazione, 1621, affresco staccato, San Giovanni Valdarno, Basilica di Santa Maria delle Grazie, scalinata
- Sposalizio della vergine (prima versione), 1621, affresco staccato, San Giovanni Valdarno, Museo della basilica di Santa Maria delle Grazie
- Sposalizio della vergine (seconda versione), 1621, affresco staccato, San Giovanni Valdarno, Basilica di Santa Maria delle Grazie, scalinata
- Storie della Vergine, santi, profeta Isaia, grottesche e stemmi, 1621, affreschi, Vico d'Elsa, villa Guicciardini, cappella
- Riposo in Egitto, Arcangeli, Virtù e altre storie della Vergine, 1621 circa, Firenze, Accademia di Belle Arti, dal monastero della Crocetta
- Autoritratto, 1622 circa, affresco su terracotta, Firenze, Uffizi (depositi)
- Storie di san Paolo e allegorie, 1620-25 circa, Volterra, Duomo, cappella Inghirami, volta
- Ritratto di frate Lotteringhi della Stufa e di frate Antonio Mannucci, 1621 circa, Firenze, Santissima Annunziata, chiostro grande, peducci
- Storie di san Carlo Borromeo, Virtù e Chiamata degli Apostoli, 1622-1623 circa, affreschi, Roma, chiesa della Madonna dei Monti, cappella di San Carlo
- Gloria di santi e storie dei quattro Santi coronati, 1623 circa, Roma, basilica dei Santi Quattro Coronati, catino absidale
- Annunciazione, 1623-1624 circa, affresco, Roma, basilica dei Santi Quattro Coronati, lato sinistro della navata
- Madonna dei sette dolori, 1624 circa, affresco, Roma, basilica dei Santi Quattro Coronati, camera delle reliquie
- Storie di san Niccolò da Tolentino e Virtù, 1623-1624 circa, affreschi, Roma, basilica di Santa Maria del Popolo, cappella Mellini
- Tre arcangeli, 1623 circa, olio su parete, Roma, chiesa di San Giovanni Crisogono
- Carro della Notte, 1622-1624 circa, Roma, palazzo Pallavicini Rospigliosi
- Fuga di Enea da Troia, 1622-1624 circa, Roma, palazzo Pallavicini Rospigliosi
- Morte di Cleopatra, 1622-1624 circa, Roma, palazzo Pallavicini Rospigliosi
- San Francesco di Paola in meditazione, 1625 circa, affresco, Roma, Sant'Andrea delle Fratte, chiostro
- San Francesco di Paola risana una cieca, 1625 circa, affresco, Roma, Sant'Andrea delle Fratte, chiostro
- Ratto di Europa, di Anfitrite e di Proserpina, 1627 circa, Roma, palazzo Pallavicini Rospigliosi
- Perseo con la testa di Medusa, 1627 circa, Roma, palazzo Pallavicini Rospigliosi
- Contratto nuziale, 1627 circa, olio su tela, Roma, palazzo Corsini alla Lungara, Galleria nazionale d'arte antica
- Burla del pievano Arlotto ai cacciatori, 1627 circa, olio su tela, Derbyshire, Kedleston Hall, collezione Scarsdale
- Investitura di Cornelio Bentivoglio a generalissimo di Gregorio XIII, 1628, affresco, Gualtieri, palazzo Bentivoglio
- Cori di angeli musicanti, 1629, affreschi, Montemarciano (Terranuova Bracciolini), Santuario della Madonna delle Grazie, cantoria
- San Giuseppe col bambin Gesù, 1629, olio su tela, San Giovanni Valdarno, Museo della basilica di Santa Maria delle Grazie
- Storie dei santi Pietro, Quintino, Stefano, Dio Padre in gloria, evangelisti, santi Benedetto e Bernardo, 1629, affreschi, Scandicci, Badia a Settimo, cappella del Santissimo Sacramento
- Estasi di san Bernardo e Madonna col Bambino tra due santi vescovi, 1629, affreschi staccati, Scandicci, Badia a Settimo, ex-convento
- Refezione di Gesù nel deserto (bozzetto), 1629 circa, olio su rame, Firenze, Galleria Palatina
- Gesù nel deserto nutrito dagli angeli, santi Agostino e Bartolomeo, 1629, affreschi, Fiesole, Badia Fiesolana, refettorio
- Miracoli della Madonna della Fontenuova, 1630, affreschi, Monsummano Terme, santuario della Madonna della Fontenuova, lunette del porticato esterno
  - Maria appare alla pastorella Jacopina Mariotti
  - Miracolo del cieco risanato
  - Miracolo della fonte
  - Progetto di un santuario presentato al granduca
  - Posa della prima pietra
  - Maria salva un operaio caduto da un'impalcatura della chiesa in costruzione
  - Guarigione dell'epilettico
  - Guarigione della fanciulla muta
  - Pellegrino risanato
  - Viandante salvato dai briganti
  - Bambino caduto nel fuoco che rimane illeso
  - Pescatori salvati da una tempesta nel padule di Fucecchio
  - Indemoniato liberato che vomita chiodi
  - Guarigione degli infermi con l'olio santo
- Madonna della Salute dell'anima (attr.), 1630 circa, affresco, Pescia, tabernacolo
- Cristo che regge il calice dell'eucaristia tra due angeli, 1633, affresco, Monsummano Terme, santuario della Madonna della Fontenuova, coro
- Storie dall'Asino d'oro, 1630 circa, affreschi, Firenze, villa il Pozzino, cortile
  - Favola di Guarino e Corisca
  - Apollo che scortica Marsia
  - Quattro ninfe che lavano i panni
  - Satiri e ninfe
  - Marsia travestito da Enone
  - Primavera ed Estate
  - Scena con zingare e un contadino
  - Galatea con due delfini
  - Polifemo e Galatea
  - Compagnia di cacciatori
  - Fantesca che chiede silenzio da una grata
  - Maestro di cappella con caramogi
  - Donne che si accapigliano e zuffa di ragazzi
  - Asino d'oro che raglia con Amore e Psiche
  - Psiche scopre Amore che dorme
  - Asino d'oro e un viandante a cavallo con dame 
  - Olimpia 
  - Villano arrestato da guardie
  - Marina
- Storie di santa Caterina d'Alessandria e Virtù, 1633, affreschi, Pistoia, palazzo Pallavicini Rospigliosi, cappella
- Panorama di Pistoia e angeli in volo, 1633 circa, affresco staccato, Pistoia, Museo civico, dalla chiesa di Santa Maria Assunta in San Rocco
- Storie di san Rocco, 1633 circa, affreschi frammentari, Pistoia, oratorio di San Rocco
- La Quiete che pacifica i venti, putti e imprese, 1633 circa, affresco, Firenze, Villa la Quiete, sala delle Quiete
- Storie neotestamentarie, 1631-1633, affreschi, Firenze, ex-convento di Santa Trinita, refettorio (oggi Aula Magna della Facoltà di Scienze della Formazione)
  - Madonna in gloria, Trinità e angeli, centro della volta
  - Cristo che arrostisce i pesci, lunetta
  - Gesù a mensa in casa di Marta e Maddalena dopo la resurrezione di Lazzaro, lunetta
  - Cristo in casa di Marta e Maddalena, lunetta
  - Beato Rodolfo generale, peducci
  - San Pietro Igneo cardinale, peducci
  - Beato Bonvisino, peducci
- Mito di Psiche e Amore e due Scene con putti, 1630-1631, affreschi, Firenze, palazzo Galli Tassi
- Venere e Cupido che piangono Adone morto, 1634 circa, affresco, Firenze, palazzo Amerighi
- Ganimede accolto da Giove  e Caduta di Ebe, 1634, affreschi, Impruneta, villa di Mezzomonte
- San Felice che soccorre san Massimino (col Volterrano), 1635, affresco, Firenze, chiesa di San Felice in Piazza, altare Parigi
- Sposalizio mistico di santa Caterina d'Alessandria, 1634 circa, Firenze, Galleria Palatina, da villa La Petraia
- Venere che pettina Amore, 1634 circa, olio su tela, Firenze, Galleria Palatina, da villa medicea di Castello
- Pittura, 1634 circa, affresco su terracotta, Firenze, Galleria Palatina
- Santa Lucia, 1634 circa, affresco su terracotta, Firenze, collezione Gregori
- Fama, 1634-1636 circa, affresco, già a Firenze, palazzo Pucci
- Donna mora come emblema araldico della famiglia Pucci, 1634-1636, affresco staccato, Firenze, depositi della Soprintendenza, da palazzo Pucci
- Notte con l'Aurora e Aurora e Titone, 1634-1636 circa, affreschi staccati, Firenze, Museo Bardini, da palazzo Pucci
- Storie mitologiche e veterotestamentarie, 1634-1635 circa, affreschi
  - Cacciata dal Paradiso terrestre, su terracotta, Firenze, Uffizi
  - Sansone e Dalila, su terracotta, Firenze, Uffizi
  - Apollo e Marsia, su terracotta, Firenze, Uffizi
  - Bacco e Arianna, su terracotta, Firenze, Uffizi
  - Aurora e il Sonno, su terracotta, Firenze, Uffizi
  - Ercole e Onfale, su terracotta, Firenze, Uffizi
  - Ubriacatura di Sileno, su stuoia di giunco, Firenze, Uffizi
  - Scena di evirazione, su stuoia di giunco, Firenze, Uffizi
  - Apollo e Marsia, su stuoia di giunco, Firenze, Uffizi
  - Bacco e Arianna, su stuoia di giunco, Firenze, Uffizi
  - Amore e Pan, su stuoia di giunco, Firenze, Uffizi
  - Narciso alla fonte, su stuoia di giunco, Firenze, Uffizi
  - Susanna e i vecchioni, su stuoia di giunco, Firenze, Uffizi
  - Aurora e Titone, su stuoia di giunco, Firenze, Uffizi
  - Fetonte e Apollo, su stuoia di giunco, Firenze, Uffizi
  - Giudizio di Paride, su stuoia di giunco, Firenze, Uffizi
  - Venere e Amore, su stuoia di giunco, già a Vienna, collezione Lanckoronsky
  - Orfeo che libera Euridice, su terracotta, Cambridge (Massachusetts), Fogg Art Museum
- Orfeo che libera Euridice, Giudizio di Paride e cornici con Scene mitologiche e mascheroni, 1634-1635, Firenze, palazzo Pucci
- Venere e le tre Grazie, 1634-1635, affresco, già a Firenze, palazzo Pucci poi collezione Ciampolini
- Celebrazione di Casa Medici, 1635-1636, affreschi, Firenze, palazzo Pitti, Sala degli Argenti
  - Giunone, Venere e le Parche nell'allegoria dell'Unione delle Case Medici e Della rovere, volta
  - Cupido presenta a Marte il Marzocco, volta
  - Flora e Pan con le ninfe dell'Arno, volta
  - allegorie delle Stagioni e i Mesi, volta
  - Tempo che distrugge le opere dell'uomo, parete est
  - Cacciata dei sapienti dal Parnaso, parete est
  - La Fama mostra alla Toscana i filosofi raminghi, parete est
  - Monocromi tra cui Apollo e Marsia, Giudizio di Paride, Enea e Creusa (?), Cupido e Apollo che calpesta il serpente Pitone, pareti
- Risanamento di una cieca (bozzetto), 1636 circa, olio su tela, Firenze, depositi della Soprintendenza
- Angeli che trasportano il corpo di santa Caterina d'Alessandria in volo, 1634-1636 circa, affresco, Firenze, palazzo della Crocetta, sala del Medagliere
- Putti danzanti, 1635-1636 circa, affresco su terracotta, Firenze, palazzo Capponi alle Rovinate